# 다케자와촌 (니가타현)
다케자와촌(竹沢村)은 니가타현 고시군에 있던 촌이다. 

## 역사
- 1889년 4월 1일 - 정촌제 시행에 수반해 고시군 다케자와촌이 성립하였다.
- 1956년 3월 31일 - 다나스하라촌,오타촌, 히가시타케자와촌과 합병해 야마코시촌이 되어 소멸하였다

## 참고문헌
- 『市町村名変遷辞典』東京堂出版、1990年。